# Алешковский, Марк Хаимович
Марк Хаимович Алешковский (в быту также Марк Ефимович; 24 марта 1933 — 14 июля 1974 или 1974, Москва) — советский историк-медиевист и археолог, автор многочисленных публикаций посвящённых дружинной культуре Руси, фортификационным сооружениям древнерусских городов (в большей мере Новгорода и Пскова), текстологии древнерусского летописания, социальным аспектам истории древнерусских городов, руководил (1956—1960) археологическими исследованиями в ходе послевоенного восстановления и реставрации в Новгородского кремля — ныне объекта Всемирного наследия ЮНЕСКО. Опубликованные по результатам этих работ статьи заложили основы современной концепции происхождения и развития средневекового Новгорода.

## Биография
Марк Алешковский родился 24 марта 1933 года, в семье майора (интенданта 3-го ранга) Хаима Иосифовича Алешковского (1899, Мозырь —1953), участника Великой Отечественной войны, кавалера ордена Красной Звезды (1945). Мать — Вера Абрамовна Алешковская (1902—1966), бухгалтер. Брат писателя Юза Алешковского. В годы Великой Отечественной войны находился с матерью и старшим братом Юзиком в эвакуации в Омске.
В 1951 году поступил на исторический факультет МГУ. После окончания в 1956 году кафедры археологии МГУ работал в ЦНРМ (в Центральных научно-реставрационных мастерских): проводил раскопки в Новгороде, Пскове, Смоленске, Дербенте, Коломне и других городах.
Раскопками 1956—1960 гг. в Новгородском Кремле были открыты деревянноземельные оборонительные системы Детинца, фундаменты каменных построек Владычного (Митрополичьего) Двора и Воеводского Двора, надвратных церквей XIII—XIV веков. Руководил также археологическими исследованиями при разборке церкви Рождества Богородицы Десятинного монастыря в Новгороде.
С 1962 года по 1963 год жил в Ленинграде и там учился в аспирантуре в Государственном Эрмитаже, но в 1964 году уехал в Москву прервав обучение, а кандидатскую диссертацию на тему «Повесть временных лет. Из истории создания и редакционной переработки» защитил в
1968 году. Последние годы жизни занимался археологическим изучением оборонительных укреплений Окольного города в Новгороде, а последние публикации посвящены проблемам происхождения Новгорода и Древнерусского государства.

## Семья
Сыновья — писатель Пётр Алешковский,
Димитрий Маркович Алешковский (род. 1965).